# Alfredectes
Alfredectes es un género de saltamontes longicornios de la subfamilia Tettigoniinae. Se distribuye en Sudáfrica.

## Especies
Las siguientes especies pertenecen al género Alfredectes:
- Alfredectes browni Rentz, 1988
- Alfredectes semiaeneus (Serville, 1838)